# Mountain City (Texas)
Mountain City es una ciudad ubicada en el condado de Hays en el estado estadounidense de Texas. En el Censo de 2010 tenía una población de 648 habitantes y una densidad poblacional de 473,85 personas por km².

## Geografía
Mountain City se encuentra ubicada en las coordenadas 30°2′21″N 97°53′29″O / 30.03917, -97.89139. Según la Oficina del Censo de los Estados Unidos, Mountain City tiene una superficie total de 1.37 km², de la cual 1.37 km² corresponden a tierra firme y (0%) 0 km² es agua.

## Demografía
Según el censo de 2010, había 648 personas residiendo en Mountain City. La densidad de población era de 473,85 hab./km². De los 648 habitantes, Mountain City estaba compuesto por el 90.9% blancos, el 0.31% eran afroamericanos, el 0.77% eran amerindios, el 0.77% eran asiáticos, el 0% eran isleños del Pacífico, el 5.4% eran de otras razas y el 1.85% pertenecían a dos o más razas. Del total de la población el 22.38% eran hispanos o latinos de cualquier raza.